# Agència de Kathiawar Occidental
L'agència de Kathiawar Occidental fou una entitat britànica de l'Índia que agrupava a diversos estats, creada el 1924 i que va existir fins al 1947 quan es va formar la Unió de Saurashtra reagrupant els estats de la península de Kathiawar. Depenia de l'agència de l'Índia Occidental. Formaven l'agència els següents estats als prants de Halar i de Sorath:
- Gondal, Jadeja rajputs
- Morvi, Jadeja rajputs
- Navanagar o Nawanagar, Jadeja rajputs
- Dhrol, Jadeja rajputs
- Rajkot, Jadeja rajputs
- Wankaner, Jhala rajputs
- Kotda Sangan, Jadeja rajputs
- Malia, Jadeja rajputs
- Virpur, Jadeja rajputs
- Gadhka, Jadeja rajputs
- Gavridad, Jadeja rajputs
- Jalia Devani, Jadeja rajputs
- Kotharia, Jadeja rajputs
- Mengni, Jadeja rajputs
- Principat de Pal, Jadeja rajputs
- Bhadva, Jadeja rajputs
- Rajpara, Jadeja rajputs
- Shahpur, Jadeja rajputs
- Khirasra, Jadeja rajputs
- Lodhika, Jadeja rajputs
- Vadali, Jadeja rajputs
- Amrapur, musulmans shaykhs
- Bhalgam Baldhoi, kathis
- Drafa, Jadeja rajputs
- Kanksiali, Jadeja rajputs
- Kanpar Ishwaria, kathis
- Kotda Nayani, Jadeja rajputs
- Mowa, Jadeja rajputs
- Mulila Deri, Jadeja rajputs
- Satodad-Vavdi, Jadeja rajputs
- Sisang Chandli, Jadeja rajputs
- Virvao, Jadeja rajputs
- Junagarh, babis (musulmans)
- Porbandar, Jethwa rajputs
- Jafarabad, habshis
- Bantva Manavadar, babis (musulmans)
- Jetpur, Kathis, diverses branques
- Bantva (Gidad), babis (musulmans)
- Dedan, Kathis Baberia Kotila
- Vasavad, Nagar bramans
- Bagasra, Kathis
- Principat de Kuba, Nagar bramans
- Vinchhavad, Khatis
- Charkha, Kathis
- Dahida, Kathi
- Dholarva, Kathi
- Gadhia, Kathi
- Garmali Moti, Kathi
- Garmali Nani, Kathi
- Gigasaran, Kathi
- Halaria, Kathi
- Jamka, Kathi
- Kaner, Kathi
- Kathrota, Kathi
- Khijadia Najani, Kathi
- Lakhapadar, Kathi
- Manavav, Kathi
- Monvel, Kathi
- Silana, Kathi
- Vaghvadi, Kathi
- Vekaria, Kathi